# 아이린 들로이

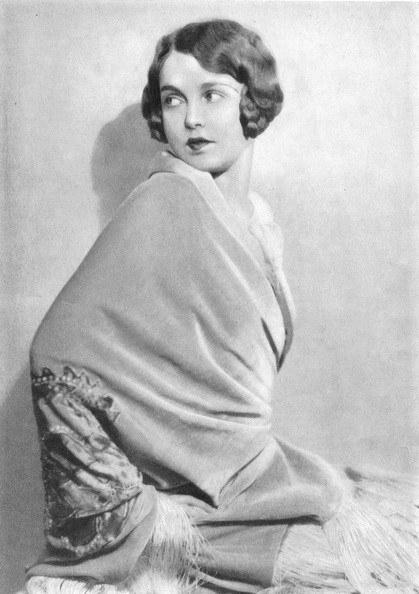

아이린 들로이(Irene Delroy, 1900년 7월 21일 ~ 1985년 6월 14일)는 미국의 배우, 영화배우, 연극 배우이다.
블루밍턴에서 태어났으며 이사카에서 사망하였다.

## 영화
- 멘 오브 더 스카이 (1931년)
- 라이프 오브 더 파티 (1930년)